# جيزيلا موتا أوكامبو
جيزيلا موتا أوكامبو (13 مارس 1982 - 2 يناير 2016) سياسية مكسيكية منتسبة إلى حزب الثورة الديموقراطية. اعتبارًا من عام 2013 شغلت منصب نائب متعدد الأعضاء في الهيئة التشريعية للكونغرس المكسيكي ممثلة موريلوس. بعد فوزها في الانتخابات في يونيو 2015 أصبحت موتا أوكامبو رئيسة بلدية تيميكسكو في 1 يناير 2016، وعملت حتى اغتيالها في اليوم التالي في 2 يناير 2016. كانت أول امرأة تتولى رئاسة بلدية تيميكسكو.

## الحياة الشخصية
تم القبض على موتا أوكامبو في أكتوبر 2015 بعد اصطدامها بمركبة كانت تقود سيارتها في حالة سكر. وبعد ذلك اعتدت على ضابط مرور وحاولت تجنب دفع تعويضات على أساس كونها عمدة منتخبة وأهانت عدة أفراد. انتشرت مقاطع فيديو هذا الحادث على نطاق واسع في المكسيك.

## الاغتيال
في صباح يوم 2 يناير 2016 في اليوم التالي لتنصيبها كرئيسة للبلدية دخل ما لا يقل عن أربعة رجال مسلحين منزلها في بويبلو فيجو حيث أطلقوا النار على موتا أوكامبو وقتلوها في المدخل. بعد لحظات طاردت الشرطة وقتلت اثنين من المسلحين واعتقلت الاثنين الآخرين.
بعد وفاة موتا أوكامبو دعا حاكم موريلوس غراكو راميريز إلى حداد ثلاثة أيام في الولاية وأمر بإنزال جميع الأعلام في مباني الولاية إلى نصف سارية. كما أمر راميريز بتشديد الإجراءات الأمنية بين جميع رؤساء بلديات الولاية.
يُعتقد أن قتلة موتا أوكامبو على صلة بعصابة مخدرات تسمى لوس روجوس، لأنها رفضت السماح للعصابة بالعمل في نطاق سلطتها القضائية.